# Thomas de Courtenay (14e comte de Devon)
Pour les articles homonymes, voir Thomas Courtenay (homme politique) et Courtenay.
Thomas de Courtenay, 14e comte de Devon (né en 1432 – décédé le 3 avril 1461), était le fils aîné de Thomas de Courtenay, 13e comte de Devon, et  de Margaret Beaufort.  Cette dernière est la fille de John Beaufort, 1er comte de Somerset, et de Margaret Holland. Sa grand-mère maternelle, Margaret Holland, est la fille de Thomas Holland, 2e comte de Kent.
Par sa mère, il était un arrière-arrière-petit-fils du roi Édouard III.
Le nombre ordinal attribué aux premiers Courtenay comtes de Devon dépend si l'on considère le comté comme une nouvelle création par les lettres patentes accordées le 22 février 1334/5 ou si l'on considère le comté comme une restitution de l'ancienne dignité de la famille de Redvers. Les autorités ne s'entendent pas au sujet de ce point. Les nombres ordinaux alternatifs seront donc utilisés ici.

## Famille
Courtenay est né en 1432. Il est le fils aîné et l'héritier de Thomas de Courtenay, 13e comte de Devon et de Margaret Beaufort. Il avait deux frères et cinq sœurs:
- Henri de Courtenay (décédé le 17 janvier 1459), écuyer, de West Coker, Somerset, de jure 7e comte de Devon. Il a été décapité pour trahison sur la place du marché à Salisbury, Wiltshire le 17 janvier 1469.
- Jean de Courtenay, (né vers 1435 - 4 mai 1471), tué à la bataille de Tewkesbury le 4 mai 1471.
- Jeanne de Courtenay (née vers 1447), épousa en premières noces Sir Roger Clifford, deuxième fils de Thomas Clifford, 8e baron de Clifford, décapité après la bataille de Bosworth en 1485. Elle épousa en second lieu, Sir William Knyvet de Buckenham, Norfolk.
- Élisabeth de Courtenay (née vers 1449), épousa, avant mars 1490, Sir Hugh Conway.
- Anne de Courtenay.
- Éléonore de Courtenay.
- Maud de Courtenay.

## Carrière
Thomas de Courtenay était âgé de 26 ans lorsque son père mourut le 3 février 1458. La famille Courtenay faisait partie des plus grands magnats du sud-ouest du pays, en particulier dans le Devon. Cette région concentrait la plus grande partie de leurs domaines. Ils étaient aussi très proches de la noblesse locale du Devon . Au milieu du XVe siècle, leur suprématie locale est  contestée par William Bonville (1er baron Bonville). Ce différend a conduit à une violente querelle qui a abouti à la défaite de Bonville à Clyst Heath en 1455. Le comte, souvent en difficulté avec la justice pour son comportement violent, était parmi les plus proches alliés du mécontent Richard d'York au début des années 1450. Un fossé s'est creusé entre les York et les Courtenay lorsque Bonville est devenu un client du principal magnat yorkiste Richard Neville, comte de Warwick.
La guerre des roses éclate en 1459. Pendant la première partie de cette guerre, Thomas de Courtenay est fidèle au roi Henri VI. En 1460, les Yorkistes prennent le pouvoir et capture le roi Henri. À partir de ce moment, Courtenay se joint à d'autres aristocrates du sud-ouest de l'Angleterre, tel que Henry Beaufort, duc de Somerset. Ce groupe lève une armée lancastrienne et rejoint les forces rassemblées par Marguerite d'Anjou. Du côté des Yorkistes, la famille Bonville est anéantie dans les combats qui suivirent. Les Lancastriens sont pour leur part, vaincus et défaits lors de la bataille de Towton le 29 mars 1461. Courtenay est capturé pendant la bataille de Towton et le  3 avril 1461, il est décapité à York. En novembre de la même année, le Parlement prive ses héritiers du comté de Devon, de la baronnie de Courtenay ainsi que de ses domaines. Henri de Courtenay, frère cadet de Thomas, avait reçu, le 27 juillet 1461, d'Édouard IV plusieurs manoirs, dont Topsham. Ces manoirs ont également été confisqués par le Parlement et Henri fut décapité à son tour le 17 janvier 1469.

## Mariage
Thomas de Courtenay épousa, à Coventry, dans le Warwickshire, peu après le 9 septembre 1456, Marie d'Anjou, fille illégitime de Charles, comte du Maine. Ils n'ont pas eu de descendance. On pense que Marie d'Anjou était la « comtesse de Devonshire » qui a été capturée avec Marguerite d'Anjou après la bataille de Tewkesbury le 4 mai 1471.